# گارنت (کانزاس)
گارنت (به انگلیسی: Garnett) شهری در ایالت کانزاس کشور ایالات متحده آمریکا است که جمعیت آن در سرشماری سال ۲۰۱۰ میلادی، ۳٬۴۱۵ نفر بوده‌است.